# Paweł Blehm
Paweł Blehm (ur. 17 kwietnia 1980 w Olkuszu) – polski szachista, arcymistrz od 2001 roku.

## Kariera szachowa
Od połowy lat dziewięćdziesiątych należał do ścisłej światowej czołówki juniorów. W swojej karierze był sześciokrotnym mistrzem Polski juniorów w różnych kategoriach wiekowych. W roku 1994 w Szeged zdobył tytuł wicemistrza świata juniorów do lat 14, oprócz tego był dwukrotnym drużynowym mistrzem świata juniorów (w latach 1999 i 2000) oraz podzielił II miejsce w mistrzostwach Europy do lat 20 (w roku 2000 w Avilés).
Zwyciężył w międzynarodowych turniejach rozegranych w Międzyzdrojach (1993), Hallsbergu (1999), Legnicy (2000), Dallas (2001), na Bermudach (2002) oraz w Kairze (2002, wraz z Siergiejem Tiwiakowem). W roku 2000 zwyciężył również w turnieju strefowym w Budapeszcie, dzięki czemu zdobył awans do mistrzostw świata FIDE rozegranych systemem pucharowym w New Delhi (w I rundzie uległ Symbatowi Lyputianowi).
W latach 2000–2002 trzykrotnie wystąpił w finałach mistrzostw Polski mężczyzn, najwyższe miejsce (V) zajmując w roku 2000 w Płocku. W tym samym roku wystąpił w polskiej drużynie na szachowej olimpiadzie w Stambule, zdobywając na VI szachownicy 3½ pkt w 6 partiach.
Najwyższy ranking w karierze osiągnął 1 kwietnia 2002 r., z wynikiem 2546 punktów zajmował wówczas 6. miejsce wśród polskich szachistów.
Od roku 2002 na stałe mieszka w Baltimore w Stanach Zjednoczonych. Wspólnie z Marcinem Kamińskim założył firmę ChessAid zajmującą się treningiem szachowym przez Internet